# Lučice (Delnice)
Lučice su naselje u Hrvatskoj u sastavu Grada Delnica. Nalaze se u Primorsko-goranskoj županiji.

## Zemljopis
Jugozapadno su Sopač, Lokve, park-šuma Golubinjak i Homer, zapadno-sjeverozapadno su Lazac Lokvarski i rezervat šumske vegetacije Debela lipa - Velika Rebar, sjeverozapadno je park-šuma Japlenški vrh, sjeverno su Delnice, sjeveroistočno je Dedin.

## Stanovništvo
| broj stanovnika |       |       |       | 4     | 59    | 64    | 100   | 50    | 70    | 404   | 604   | 531   | 417   | 382   | 337   | 332   | 298   |
|                 | 1857. | 1869. | 1880. | 1890. | 1900. | 1910. | 1921. | 1931. | 1948. | 1953. | 1961. | 1971. | 1981. | 1991. | 2001. | 2011. | 2021. |